# W+F MG 51
MG 51 (нем. 7.5 mm Maschinengewehr 1951) — швейцарский единый пулемёт. Принят на вооружение в 1951 году на смену станковому пулемёту MG 11.

## История
Швейцарская армия, внимательно проанализировав боевое применение немецких единых пулемётов MG 34 и MG 42, пришла к необходимости внедрения в армии класса единых пулемётов собственного производства. В конкурсе на новый единый пулемёт приняли участие MG 50 частной компании SIG и MG 51 производства государственной W+F. Последний и был принят на вооружение.
На экспорт MG 51 не поставлялся. В настоящие дни[когда?] его производство завершено.

## Описание
Автоматика MG 51 основана на энергии отдачи ствола при коротком ходе. Конструкция затвора и узла запирания схожа с MG 42, но вместо запирающих роликов, используются разводимые в стороны боевые упоры. Кроме того, в конструкции швейцарского пулемета дополнительно был смонтирован рычажный ускоритель отката затвора. С MG 42 скопированы механизм подачи ленты, механизм быстрой смены ствола. Кожух ствола выполнен из штампованного стального листа и соединен со ствольной коробкой сваркой. Фрезерованная ствольная коробка сделана из цельной стальной поковки. В пулемёте используется металлическая нерассыпная лента с открытым звеном.
MG 51 может устанавливаться на сошки или на универсальный треножный станок и имел ремень для переноски и накладку для смягчения удара при отдаче.
Вариант для бронетехники выпускался под индексом MG 73.
Главными недостатками пулемёта являются чрезмерный вес и высокая стоимость производства из-за высоких стандартов качества и малого количества выпускаемых экземпляров. С другой стороны, увеличение массы и точности пригонки деталей повысили кучность стрельбы.